# Линау
Линау (њем. Linau) општина је у њемачкој савезној држави Шлезвиг-Холштајн. Једно је од 131 општинског средишта округа Херцогтум Лауенбург. Према процјени из 2010. у општини је живјело 1.177 становника. Посједује регионалну шифру (AGS) 1053085.

## Географски и демографски подаци
Линау се налази у савезној држави Шлезвиг-Холштајн у округу Херцогтум Лауенбург. Општина се налази на надморској висини од 66 метара. Површина општине износи 9,7 km². У самом мјесту је, према процјени из 2010. године, живјело 1.177 становника. Просјечна густина становништва износи 122 становника/km².